# Human Engineered Software
Human Engineered Software (HES), in seguito anche nota come HesWare, è stata una software house statunitense produttrice di videogiochi e utilità per home computer, attiva tra il 1980 e il 1984, soprattutto per Commodore VIC-20, Commodore 64 e Atari 8-bit.
Nei primi anni '80 fu uno dei più grandi nomi nel software di consumo.

## Storia
Il fondatore Jay Balakrishnan, con un dottorato in finanza e una laurea in informatica, aveva iniziato a lavorare come programmatore a febbraio 1978 alla GTE Data Services. Sostiene che era molto appassionato di programmazione e comprò il suo primo computer personale, un Commodore PET 2001, ad aprile 1978. Nel 1980 divenne programmatore finanziario alla Hughes Helicopters, ma al suo venticinquesimo compleanno, mantenendo una promessa che aveva fatto a sé stesso cinque anni prima, registrò legalmente la propria compagnia informatica, Human Engineered Software. Inizialmente la gestiva dal suo piccolo appartamento, la sera come secondo lavoro. Balakrishnan decise, per cominciare, di concentrarsi sul Commodore VIC-20, che stava avendo grande successo, specialmente tra i videogiocatori. Nel 1981 lasciò la Hughes per dedicarsi a tempo pieno alla HES.
Balakrishnan sostiene che nel 1981 scrisse più programmi e acquisì le licenze di più giochi e utilità per VIC-20, dagli USA e dall'Europa, di ogni altra compagnia. A marzo 1982 accettò un'offerta dell'azienda di hardware USI, che acquistò una quota di maggioranza della HES e trasferì la sede a San Francisco.
In cerca di buoni giochi per sfruttare la popolarità del VIC-20, incontrò Jeff Minter che presentava il suo Defenda (un clone di Defender) a una fiera inglese nell'estate 1982. Minter racconta che Balakrishnan, presentandosi come un elegante uomo d'affari in cerca di titoli da distribuire negli USA, gli propose un accordo per Defenda se poteva trasferirlo su cartuccia. Minter non sapeva ancora niente di cartucce, ma la sera stessa firmò un contratto esclusivo con la HES per vendere i giochi della sua Llamasoft in Nordamerica.
Oltre ai videogiochi l'interesse della HES è sempre stato anche nel software di utilità e nel software educativo. Nel 1982 Balakrishnan ottenne la licenza per la grafica della tartaruga e pubblicò il primo titolo edicativo della HES, Turtle Graphics.
Ad agosto 1983 la HES stava andando molto bene e ricevette un investimento di 4,5 milioni di dollari dalla Microsoft e da altri due soggetti. Poco dopo cambiò il marchio in HesWare. La Microsoft in particolare era interessata a entrare nel mercato degli home computer, dove ancora era praticamente assente, e concesse in licenza esclusiva alla HES la versione Commodore 64 del proprio foglio elettronico Multiplan, con buona riuscita per entrambe le aziende.
Con l'investimento di 4,5 milioni si finanziò anche una nuova linea di edutainment, e nel tardo 1983 l'attore Leonard Nimoy venne ingaggiato come portavoce della HES. Questa fu una mossa di successo che fece grande pubblicità all'azienda e consolidò la sua posizione tra i primi 10 editori di software in Nordamerica. La rivista InfoWorld, in una classifica vendite di tutto l'anno 1983, mise la HES al decimo posto con 13 milioni di $, insieme alla Brøderbund e al di sopra di Sierra On-Line ed Epyx, grandi nomi dell'epoca.
Uno dei giochi con tendenze educative di maggior successo della HES fu Project: Space Station, progetto ambizioso che segnò l'esordio di Lawrence Holland. Questi lavorò anche a Super Zaxxon per la HES, conversione di un arcade della Sega. Per altre conversioni la HES si rivolse a produttori di arcade molto meno famosi, come la Telko.
Un altro collaboratore notevole della HES fu Ron Gilbert. Nel 1984 Gilbert lavorava ancora come disc jockey in una piccola radio e propose alla HES un proprio toolkit per programmatori per Commodore 64. Il prodotto fu pubblicato come HesBASIC e Gilbert fu assunto a tempo pieno alla HES. Il lavoro durò solo sei mesi circa, ma poi fu grazie a una referenza di una persona della HES che Gilbert fu chiamato alla LucasArts dove è divenuto famoso qualche anno dopo.
All'inizio del 1984 la Microsoft convertì il suo enorme successo Flight Simulator per Commodore 64, ma stavolta rifiutò di commercializzarlo tramite la HES, nonostante le buone vendite di Multiplan e diversi mesi di negoziazione con Steve Ballmer, allora vicepresidente Microsoft e anche presidente del consiglio di amministrazione della HES. Fu un brutto colpo e una grande occasione persa per la HES, e ne compromise il rapporto con la Microsoft.
Nell'estate 1984 la HES era ormai in difficoltà e Balakrishnan ritiene che fosse anche a causa della crisi dei videogiochi del 1983, pertanto volle diversificare la produzione verso il software aziendale per Commodore 64 e PC IBM. Tentò più volte di ottenere la licenza del foglio elettronico ViziStar per Commodore 64, ma il resto dell'amministrazione non lo appoggiò. Balakrishnan, frustrato, lasciò l'azienda a ottobre 1984 e la HES registrò la bancarotta a dicembre 1984.
Nonostante la sua breve vita, HES ebbe un impatto rilevante e secondo il fondatore fu pioniera in molte cose: vendette il primo assembler per MOS 6502, la prima periferica di gioco con biofeedback, il primo modem per personal computer, il primo sintetizzatore per Commodore 64, la prima cartuccia per Commodore 64 (Retro Ball) prima ancora della stessa Commodore, e fu la prima azienda a riportare sempre e bene in vista il nome dell'autore di ciascun software sulle confezioni.
Nel 1985 Balakrishnan fondò una nuova azienda chiamata Solid State Software e con questa riuscì a vendere ViziStar, con grande successo. Tornò poi al settore videogiochi, lavorando tra l'altro per Mindscape (per la quale ottenne per la prima volta i diritti su Mario per l'edutainment) e facendo il produttore esecutivo per Sierra On-Line (a capo della divisione giochi di simulazione), WildTangent e Radical Entertainment, dedicandosi infine all'insegnamento.

## Videogiochi
Secondo la rivista Retro Gamer, i giochi più caratteristici della HES sono Protector, Gridrunner, Super Zaxxon e Mr. TNT.
Elenco approssimativo di tutti i videogiochi pubblicati:
- 2K Fun Pack per T/S1000 (Music Maker, Breakout, Invaders)
- 2K Trek per T/S1000
- Aggressor (Andes Attack) per VIC-20
- Air Rallye per C64
- Alphabet Zoo per VIC-20
- Attack of the Mutant Camels per Atari, C64, VIC-20
- Benji's Space Rescue per C64
- Bravo! per C64
- Cell Defense per C64
- Chameleon (dubbio[9])
- Coco: Educational Computer Game per Atari, C64
- Coco 2 per Atari, C64, VIC-20
- Concentration per VIC-20
- Dam Bomber per VIC-20
- Dynamite Skier per C64
- Ezam per VIC-20
- Facemaker per VIC-20
- The Factory per Atari, C64
- Fuel Pirates per VIC-20
- Ghost Manor per C64
- Gridrunner per Atari, C64, VIC-20
- Gulp o Gulper per T/S1000, ZX81
- Hes Games per Apple II, C64
- Kids on Keys per VIC-20
- Kindercomp per VIC-20
- Laser Blast o Laser Blitz per VIC-20
- Laser Zone o Lazer Zone per VIC-20, C64
- M-ss-ng L-nks per Atari, C64
- Maze Master per C64
- Maze of Mikor per VIC-20
- Minnesota Fat's Pool Challenger per C64
- Mosquito Infestation per VIC-20
- Mr. TNT per Atari, C64
- Music Box (dubbio[9])
- Oubliette per PC
- Pak Bomber per VIC-20
- PC Pool Challenges per PC
- The Pharaoh's Curse per VIC-20
- Pinball per VIC-20
- Pirate's Peril per VIC-20
- The Pit per C64
- The Pond per Atari
- Predator per VIC-20
- Project: Space Station per C64
- Protector per VIC-20
- The Queen's Bedroom per VIC-20
- Raid on Isram per VIC-20
- Retro Ball per C64
- Reversi 1000 per T/S1000, ZX81
- Robot Panic per VIC-20
- Rootin' Tootin' per C64
- Sabotage per T/S1000, ZX81
- Satellite Patrol per VIC-20
- Shamus per VIC-20
- Simon per VIC-20
- Skier per VIC-20
- Skramble per VIC-20
- Spike's Peak per C64
- Story Machine per VIC-20
- Sumo Wrestlers per C64
- Super Zaxxon per C64
- Tank Trap per VIC-20
- Tank Wars per VIC-20
- Torg per VIC-20
- Turtle Toyland Junior o Turtle Toyland Jr. per C64
- Victrek per VIC-20

Inoltre The Cave del 2013 si basa su un progetto sviluppato da Ron Gilbert quando lavorava alla HES.

## Utilità
Elenco approssimativo dei software di utilità pubblicati:
- 2K Programmer Kit per T/S1000
- 64 Forth per C64
- 6502 Professional Development System per C64, VIC-20
- Budget Master 1000 per T/S1000, ZX81[11]
- Finance Manager
- Graphics Basic
- HesBal per PET (primo assembler per 6502 al mondo)
- HesCom per PET, VIC-20
- HesEdit per PET
- Hesfont
- Hesmon per PET, VIC-20
- Hesmon 64 per C64
- HesWriter per C64, VIC-20
- Multiplan per C64
- OmniCalc
- OmniWriter & OmniSpell
- Paint Brush
- Synthesound per VIC-20
- Synthesound 64 per C64
- Tri-Math
- Turtle Graphics per C64, VIC-20
- Turtle Graphics II
- Type 'n' Write
- VIC Forth

## Hardware
Elenco parziale delle periferiche commercializzate:
- HesCard 20 per VIC-20 (espansione con 32k RAM, 5 slot, pulsante reset)
- HesModem 1 per VIC-20 e C64 (modem)
- HesModem II per VIC-20 e C64 (modem)
- Interpod per VIC-20 e C64 (interfacce IEEE e RS232)